# Hiperbòria

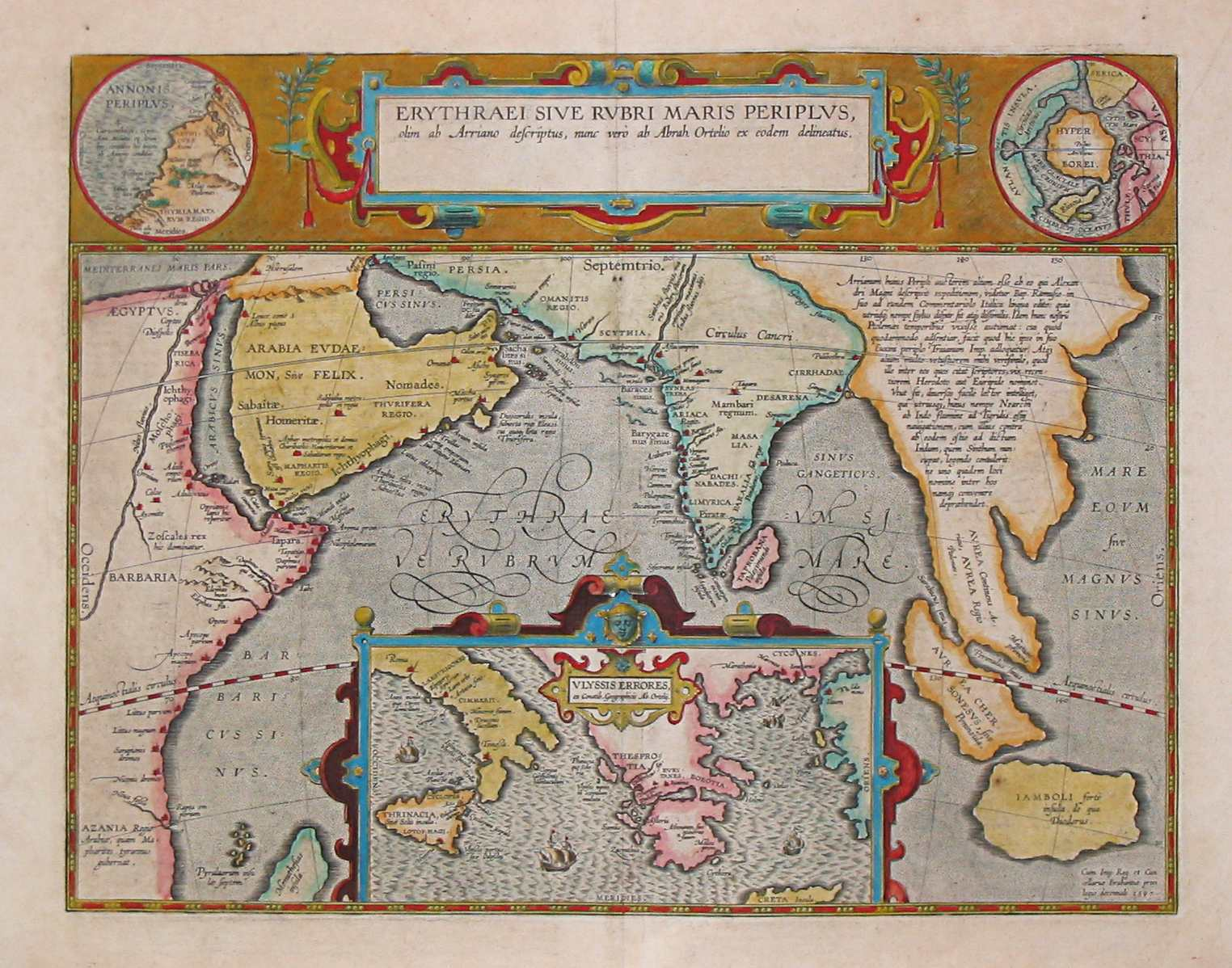
Mapa d'Abraham Ortelius, Amsterdam 1597: en el cantó superior de la dreta diu Hyper Borei i mostra un continent que ocupa tota l'àrea polar.

En la mitologia grega, Hiperbòria era una regió situada en les terres septentrionals encara desconegudes, al nord de Tràcia. El seu nom (Υπερ βορεία, Hyper Boreas, «més enllà del nord») deriva precisament de la creença que el déu-vent Bòreas habitava a Tràcia, i els hiperboris, ho farien més al nord d'aquest regne, en el país d'Hiperbòria, on s'estava a resguard del vent i del fred. Dels seus habitants es van narrar històries fantàstiques.

## Heròdot
L'autor més antic que parla de la regió Hiperbòria és Heròdot en una obra escrita prop de l'any 450 aC. Això no obstant, Heròdot citava altres autors anteriors a ell que ja havien tractat el tema, entre ells Hesíode i Homer, aquest darrer en una obra titulada "Epigoni" que no ha arribat als nostres dies. Heròdot cita a més al poeta del segle vii, Arístees de Proconnès, autor d'un poema titulat "Arimaspea" que narra un viatge dels issedons, uns habitants de l'Àsia central a l'estepa kazakh. Al poema es diu que durant el viatge cap al nord van conèixer un arimaspes que només tenia un ull, més amunt es van trobar amb els grifons que custodiaven un tresor d'or i més al nord hi havia els hiperboris.

## Localització
Segons Homer la terra Hiperbòria estava a l'altra banda de les muntanyes Riphaeus o segons les paraules del geògraf Pausànias més enllà de la llar de Bòreas, el vent del nord. Però tenint en compte que Homer situava la llar de Bòreas a Tràcia, Hiperbòria devia estar a Dàcia. Sòfocles, ÈsquilSimònides de Ceos i Cal·límac de Cirene també la situaven a Tràcia.
Però segons altres escriptors de l'antiguitat hi havia diversos llocs que podien ser Hiperbòria, cadascun d'ells donava una versió diferent. Hecateu afirmava que les muntanyes Riphaeus estaven vora la mar negra; per a Píndar estava a la vora del Danubi; contràriament Heràclides Pòntic i Antímac de Claros identificaven el lloc amb els Alps i els seus habitants amb una tribu celta, potser els helvecis. Segons Aristòtil eren terres que tenien frontera amb ScythiaHecateu d'Abdera va influir en altres dient que estava en un lloc al nord-oest, el que avui coneixem com illes Britàniques.
Tots els anteriors coincidien en una situació al nord de Grècia i sense sortir d'europa, però n'hi va haver com Símmies de Rodes que van relacionar la Hiperbòria amb els massàgetes un poble d'àsia, vora la mar Càspia i el geògraf del segle I Pomponi Mela a prop de l'Àrtida.
Alguns mapes que deien estar basats en Estrabó de vegades feien un dibuix en forma d'illa i de vegades en forma de península, sempre centrades al nord del planeta.
Fins i tot n'hi va haver com Píndar que es mostraven oberts a la suposició que es tractés d'un lloc inventat, perquè com va dir:
«Ni amb vaixell ni a peu trobareu
el meravellós camí que mena
 cap a la comunitat dels hiperboris.» 

## Autors clàssics de l'era cristiana
Plutarc els va relacionar amb els gals que van saquejar Roma al segle iv aC (vegeu Batalla de l'Àl·lia).
Claudi Elià, Diodor de Sicília i Esteve de Bizanci van citar la Hiperbòria als seus escrits basant-se en el que havien dit autors anteriors, però sense afegir res de nou.
Hièrocles d'Hil·larima, un filòsof estoic del s. II va situar aquest lloc al voltant dels Urals, opinió amb la qual va coincidir Climent d'Alexandria.

## Identificació amb Bretanya
El primer a suggerir aquesta idea va ser Hecateu d'Abdera, cosa que sabem per un fragment de Diodor de Sicília:
«A les regions de més enllà dels celtes hi ha enmig de l'oceà una illa no més petita que Sicília. Aquesta illa, segons conten, està situada al nord i habitada pels hiperboris, els quals són anomenats així perquè viuen més enllà del punt del qual procedeix el vent del nord (Boreas); i l'illa és una terra fèrtil i productiva per a qualsevol mena de collita i té un clima especialment temperat.» 
Hecateu també va escriure que a Hiperbòria hi havia un temple de forma circular, motiu pel qual alguns estudiosos han interpretat que estava descrivint Stonehenge.Aquesta idea s'ha vist reforçada pel fet que des de l'antiguitat aquest indret també era conegut com "el temple d'Apol·lo" i segons les llegendes gregues Apol·lo tenia relació amb els hiperboris.
Pseudo-Scymnus, cap a l'any 90 va escriure que Boreas habitava a l'extrem septentrional del territori gal i que hi havia una columna davant de la mar erigida amb el seu nom, descripció que també coincideix amb les illes britàniques.
Claudi Ptolemeu i Marcià d'Heraclea també van situar la Hiperbòria al mar del nord, que ells anomenaven "oceà hiperbori".

## Llegendes dels hiperboris
Les llegendes sobre els hiperboris descrivien un poble idealitzat, que portaven una vida tranquil·la dedicada al culte a Apol·lo, gent de costums senzills que gaudien d'una llarga vida.